# Franck Boidin
Franck Boidin (Hénin-Beaumont, 28 de agosto de 1972) es un deportista francés que compitió en esgrima, especialista en la modalidad de florete.
Participó en los Juegos Olímpicos de Atlanta 1996, obteniendo una medalla de bronce en la prueba individual.
Ganó cuatro medallas en el Campeonato Mundial de Esgrima entre los años 1997 y 2002, y dos medallas en el Campeonato Europeo de Esgrima, plata en 1999 y bronce en 1996.

## Palmarés internacional
| Juegos Olímpicos   | Juegos Olímpicos            | Juegos Olímpicos  | Juegos Olímpicos    |
| Año                | Lugar                       | Medalla           | Prueba              |
| ------------------ | --------------------------- | ----------------- | ------------------- |
| 1996               | Atlanta (Estados Unidos)    | Medalla de bronce | Florete individual  |
| Campeonato Mundial |                             |                   |                     |
| Año                | Lugar                       | Medalla           | Prueba              |
| 1997               | Ciudad del Cabo (Sudáfrica) | Medalla de oro    | Florete por equipos |
| 2001               | Nimes (Francia)             | Medalla de oro    | Florete por equipos |
| 2001               | Nimes (Francia)             | Medalla de bronce | Florete individual  |
| 2002               | Lisboa (Portugal)           | Medalla de plata  | Florete por equipos |
| Campeonato Europeo |                             |                   |                     |
| Año                | Lugar                       | Medalla           | Prueba              |
| 1996               | Limoges (Francia)           | Medalla de bronce | Florete individual  |
| 1999               | Bolzano (Italia)            | Medalla de plata  | Florete por equipos |